# Jika-tabi
Jika-tabi (地下足袋, "tabi que contata o chão") é um tipo de calçado para uso externo no Japão. Foi inventado no início do século XX. 

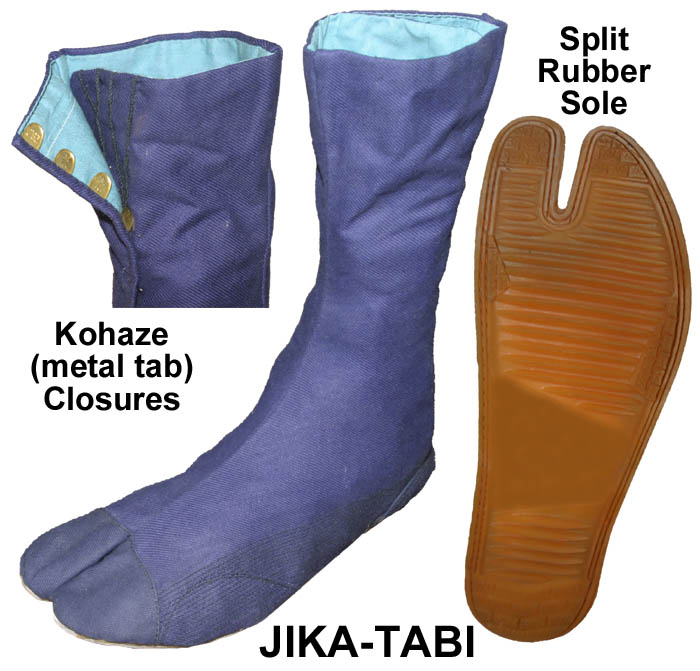
Ilustração do funcionamento e do desenho do jika-tabi

Também conhecidas fora do Japão como "botas tabi", são modeladas nas tabi, as tradicionais meias japonesas que separam o dedão do pé dos demais dedos. Iguais às tabi, as jika-tabi têm uma divisão nos dedos, de modo que em tese, poderiam ser usadas com calçados de tiras, embora tenham solado próprio, sejam para uso pesado e se pareçam com botas.
A Tokujirō Ishibashi, irmão de Shōjirō Ishibashi, fundador da empresa fabricante de pneus Bridgestone Corporation, credita-se a invenção das jika-tabi.

## No Japão
Feitas de material pesado e resistente e frequentemente com solado de borracha, jika-tabi são frequentemente usados por trabalhadores da construção civil, agricultores, jardineiros, carpinteiros e quem realiza trabalhos físicos intensivos em geral.

## Em outros países
Fora do Japão, onde normalmente são encontrados em lojas eletrônicas e especializadas em equipamentos para artes marciais, jika-tabi são apreciados pelos praticantes da arte marcial do Bujinkan budo taijutsu, especialmente durante treinos ao ar live. Outras pessoas gostam de utilizá-los para certos tipos de exercícios físicos, especificamente cross country, caminhada e escalada.
Nos anos mais recentes, jika-tabi têm sido vistos em produções cinematográficas de Hollywood. Dentre os exemplos estão The Wolverine, 47 Ronin, Big Hero 6, Star Trek, and Thor: The Dark World.

## II Guerra Mundial
Em 2017, um relatório descreveu como a Batalha da Baía Milne no então Território de Papua (agora parte da Papua-Nova Guiné) foi a primeira vez na qual as forças dos Aliados da Segunda Guerra Mundial viram as Kaigun Tokubetsu Rikusentai (Forças Navais Especiais de Desembarque) em ação. Os Aliados eram compostos em sua maioria de tropas australianas com algumas unidades americanas. Os calçados jika-tabi foram usados pelas forças especiais japonesas, tendo mais tarde se tornado um problema e um risco, quando os Aliados após a derrota japonesa e a debandada de suas tropas, tinham facilidade em identificar, localizar e seguir as pegadas características desses calçados em meio às matas enlameadas. Exemplares dessas botas estão conservados no Memorial de Guerra Australiano.

## References
1. ↑  «History of ASAHI SHOES, LTD.». Asahi Shoes Ltd. Consultado em 5 de janeiro de 2019
2. ↑  HIRAFUJI, Claudia (8 de maio de 2017). «Os 5 calçados japoneses mais tradicionais e famosos do Japão». Coisas do Japão. Consultado em 5 de janeiro de 2019
3. ↑  WWII Japanese 'otherworldly' jika-tabi boots on display at Australian War Memorial, Louise Maher, ABC News Online, 2017-09-26